# Кердей, Ян Казимир
Ян Казимир Кердей (умер 8 апреля 1685) — государственный деятель Великого княжества Литовского, ловчий великий литовский (1683—1684), каштелян трокский (1684—1685), маршалок сейма (1670), маршалок гродненский (с 1669), староста привалкский и филипувский.

## Биография
Представитель литовского шляхетского рода Кердеев герба «Бэлты». Сын Евстахия Кердея (ум. 1661), каштеляна жемайтского и судьи земли тракайской, и Софии Храповицкой.
В 1648 году был дворянином королевским, от Гродненского повета он был избран послом на элекционный сейм, где поддержал кандидатуру Яна Казимира Вазы на польский королевский престол. В 1649 году он был назначен хорунжим гродненским. Ян Казимир Кердей принимал участие в битвах с восставшими казаками и шведами. В 1660 году командовал гродненским посполитым рушением при обороне Гродно от русской армии.
В 1665 году Ян Казимир Кердей был избран послом гродненским на Гродненскую конвокацию. В 1667 году он стал послом на варшавский сейм.
Посол (депутат) от Тракайского воеводства на сеймы: 1666 (два ординарных), 1669 (элекционный), 1670 (экстраординарный и ординарный), 1672 (экстраординарный), 1673 (варшавский съезд и пацификационный), 1674 (конвокационный и элекционный).
В 1672 году Ян Казимир Кердей стал членом Кобринской конфедерации войск Великого княжества Литовского. В 1674 году в качестве посла от Гродненского повета подписал элекцию нового польского короля Яна III Собеского.

В 1677 и 1683 годах — депутат скарбового трибунала Великого княжества Литовского.

## Семья и дети
Жена — Дорота Анна Гржибовская. Дети:
- Флориан Станислав Кердей
- Владислав Антоний Кердей
- София Кердей
- Пуденцианна Кердей
- Текла Кердей
- Петронелла Кердей